# Cynoglossus sibogae
Cynoglossus sibogae és un peix teleosti de la família dels cinoglòssids i de l'ordre dels pleuronectiformes que es troba a les costes de Malàisia.